# Mistrovství světa v orientačním běhu 2020
37. Mistrovství světa v orientačním běhu mělo proběhnout ve dnech 7.–11. července 2020 již po třetí v Dánsku; s hlavním centrem v okolí měst Kolding, Vejle a Fredericie. O pořadatelství rozhodla Rada IOF v roce 2015.
Z důvodu pandemie covidu-19 bylo mistrovství bez náhrady zrušeno a dánské pořadatelství bylo přesunuto na mistrovství světa 2022.